# La gatta Cenerentola (De Simone)
La gatta Cenerentola è un'opera teatrale in tre atti, scritta e musicata da Roberto De Simone nel 1976.

## Trama
Cenerentola vive con la matrigna e le sue sei sorellastre. La matrigna si è sposata ed è rimasta vedova sette volte, e ha avuto una figlia da ogni marito tranne che dall'ultimo, che già era padre di Cenerentola. Dato che Cenerentola è l'unica a essere sua figliastra, la matrigna la tratta da serva pur vantandosi di averle sempre dato tutto il necessario. Cenerentola stanca di essere maltrattata cerca di uccidere la matrigna schiacciandole la testa nel baule, ma non ci riesce e nega di averci provato. La matrigna e le sue figlie si preparano per la festa che quella sera ci sarà al palazzo del re, e il loro cattivo carattere rende le cose impossibili a Cenerentola, alla parrucchiera e alla sarta. La matrigna è sicura che la sua figlia maggiore sarà tanto bella quella sera da far innamorare il re e diventare regina, anche se in realtà nessuna delle sue figlie può dirsi minimamente graziosa (sono interpretate tutte da attori e non da attrici) pur essendo tutte superbe e vanitose. Cenerentola vuole andare al ballo, ma viene derisa dalla matrigna e dalla maggiore delle sorelle. Dopo che se ne sono andate tutte Cenerentola si mette a pregare, e viene in suo aiuto il monaciello, spirito invisibile che la spinge ad andare alla festa, e che le suggerisce di prendere la pianta di datteri che il padre le aveva portato dalla Sardegna: la pianta gli era stata data da una fata, e una colomba ogni notte controlla come Cenerentola se ne prende cura. Recitando la formula magica alla pianta Cenerentola potrà andare al ballo.
La festa al palazzo comincia, e arriva anche Cenerentola. Balla con il re che si innamora di lei, ma lei se ne va senza rivelare la sua identità. Questo si ripete per altre due sere, e ogni volta Cenerentola appare con abiti sempre più belli, lussuosi e suntuosi. La terza serata Cenerentola riesce a lasciare il ballo nonostante i servitori del re cerchino di impedirglielo, ma nello scappare perde uno dei suoi stivaletti d'oro. Il re vuole ritrovare la presunta principessa, e proclama che sposerà la ragazza che riuscirà a calzare lo stivaletto. La faccenda scatena le chiacchiere e la curiosità di tutti, ma Cenerentola finge di non sapere niente quando altri ne parlano. La gente di Napoli, che si ritrova governata da una corte straniera, sarebbe felice che la futura regina fosse una di loro. Quando lo stivaletto da provare arriva a casa di Cenerentola si scatena una lite tra la matrigna (che dichiara che è stata sua figlia a perdere lo stivaletto) e le lavandaie che la odiano. Cenerentola invece non vuole neanche scendere a provarlo, ma le lavandaie insistono: alla fine lo stivaletto le calza a pennello, e Cenerentola viene proclamata regina della città.

## Le origini
Il lavoro si ispira alla fiaba omonima, contenuta ne Lo Cunto de li Cunti di Giambattista Basile, mescolata con altre versioni, scritte e orali, della stessa fiaba.
Alla base c'è il lavoro di ricerca operato dall'autore e dal suo gruppo, la Nuova Compagnia di Canto Popolare, nelle tradizioni orali e musicali del Sud Italia.
Da un punto di vista musicale l'opera è un sapiente impasto di musica popolare (villanelle, moresche, tammurriate) e musica colta; il testo è in lingua napoletana, un napoletano quasi senza tempo, una lingua che in certi strati della popolazione è rimasta immutata nei secoli. È pubblicato in La gatta Cenerentola. Favola in musica in tre atti, 1977, Einaudi Collezione di teatro.
La grande protagonista è la città di Napoli, città figliastra, vittima del potere di una matrigna perversa (gli occupanti stranieri).

Sull'opera De Simone disse: 
(Roberto De Simone)

## Edizioni
Nel 1976 fu presentato al Festival dei due Mondi di Spoleto dove ottenne grande successo. Si avvaleva della presenza di attori e cantanti, come Peppe Barra, Isa Danieli, Patrizio Trampetti, Virgilio Villani, Concetta Barra, Giovanni Mauriello, Fausta Vetere, Antonella D'Agostino, Antonella Morea, Francesco Tiano, Franco Javarone, Annamaria Vaglio, Mauro Carosi. Questa edizione è stata pubblicata in LP, e successivamente in CD. L'album è presente nella classifica dei 100 dischi italiani più belli di sempre pubblicata nel 2012, secondo Rolling Stone Italia, alla posizione numero 83. Video di questa edizione non sono mai stati pubblicati, ma alcuni frammenti circolano in internet.
Negli anni seguenti La gatta Cenerentola è stata riproposta più volte, con un cast rinnovato (tra gli altri anche il soprano Maria Grazia Schiavo e l'attore Rino Marcelli nel ruolo della matrigna) e qualche variante al testo. Nel 1989 andò in scena nello Sferisterio di Macerata con la Morea, Mauriello, la D'Agostino e Marcelli. L'edizione curata dalla compagnia Media Aetas, diretta da Domenico Virgili, proposta nel 1997, è stata pubblicata in video.
La gatta Cenerentola ha ricevuto la sua prima americana il 19 ottobre 1985 al Vivian Beaumont Theatre, durante il festival "Italy on Stage", a New York. La sua prima britannica è avvenuta al King's Theatre, durante l'Edinburgh International Festival, dal 24 al 27 agosto 1988.

## Differenze con la fiaba di Basile
Nella fiaba di Basile, Zezolla (Cenerentola), istigata dalla sua maestra di ricamo, uccide la matrigna chiudendo violentemente il coperchio di una grossa cassapanca sulla sua testa e spezzandole il collo. Il padre di Zezolla sposerà quindi la maestra di ricamo che inserirà nella famiglia le sei sorelle, relegando Zezolla al ruolo di serva e dandole il nome di gatta Cenerentola. Nella versione di De Simone, invece, la maestra di ricamo non è presente, mentre Cenerentola cerca, senza riuscirvi, di uccidere la matrigna tentando di chiuderle il coperchio della cassapanca sulla testa. Questa matrigna è la madre delle sei sorellastre invidiose.
Il ruolo delle fate della Sardegna è svolto nell'opera di De Simone dal munaciello.
De Simone aggiunge diversi personaggi non presenti nella fiaba, come le lavandaie, i femmenielli, ed altri ancora.

## Tracce musicali
- Jesce sole
- È nata
- Villanella di Cenerentola
- Canzone dei sette mariti
- Canzone delle sei sorelle
- Duetto (Mamma mamma che bella cosa)
- Rosario
- Canzone del monacello
- Villanella a ballo
- Moresca
- Madrigali
- Tarantella (Oi mamma ca mò vene)
- Coro dei soldati
- Primo coro delle lavandaie
- Secondo coro delle lavandaie
- Canzone della zingara
- Il suicidio del femminella
- Jesce sole
- Scena delle ingiurie
- Finale